# SNCF BB 12000
Die BB 12000 waren Elektrolokomotiven für den Einsatz vor leichten Güterzügen und Personenzügen auf dem mit einer Spannung von 25 kV 50 Hz betriebenen Wechselstromnetz im Norden Frankreichs. Sie wurden im Rahmen der Elektrifizierung der Hauptstrecke Valenciennes–Thionville zusammen mit den Baureihen BB 13000, CC 14000 und CC 14100 beschafft, die alle den Spitznamen Fers à repasser ‚Bügeleisen‘ trugen.

## Geschichte
Obwohl schon vor dem Ersten Weltkrieg mehrere mitteleuropäische Bahnen die Elektrifizierung ihrer Bahnnetze mit 15 kV 16 2⁄3 Hz begannen, wurde an der Technik zur Verwendung von 50 Hz-Wechselstrom aus dem Landesnetz weitergearbeitet. In den 1920er-Jahren entwickelte in Ungarn Kálmán Kandó, Chefingenieur bei Ganz in Budapest, eine erste brauchbare Lokomotive, die mit 50 Hz-Strom betrieben werden konnte. Es folgten Versuche auf der Höllentalbahn im Schwarzwald und einer französischen Strecke in den Alpen von Savoyen. Die Versuche überzeugten, sodass Frankreich als erstes Land beschloss, eine Hauptstrecke zu elektrifizieren. Dafür wurde die Strecke Valenciennes–Thionville gewählt, die sowohl Kohle- und Erztransporte für die Schwerindustrie in der Region bewältigen musste, als auch eine wichtige Verbindung von England nach Mitteleuropa darstellte.
Der Betrieb mit Dampflokomotiven war auf der Strecke mit Steigungen bis 11 ‰ nicht sehr profitabel, weshalb die 304 Dampflokomotiven durch 105 Elektrolokomotiven ersetzt werden sollten. Es waren 85 sechsachsige Lokomotiven für schwere Güterzüge und 20 vierachsige für leichte Güterzüge und die Personenzüge vorgesehen, wobei vier verschiedene Baureihen bereitgestellt wurden. Jede Baureihe wurde in einer anderen Technik ausgeführt. Die Bestellung umfasste:
- BB 12000: 5 vierachsige Lokomotiven mit Stufenschalter-Steuerung, Ignitron-Gleichrichter und Wellenstrommotoren
- BB 13000: 15 vierachsige Lokomotiven mit Stufenschalter-Steuerung und Einphasen-Reihenschlussmotoren
- CC 14000: 20 sechsachsige Lokomotiven mit rotierendem Umformer und Asynchronmotoren mit Kurzschlussläufer
- CC 14100: 65 sechsachsige Lokomotiven mit rotierendem Umformer und Gleichstrommotoren.

Weil die BB 12000 im Verdacht standen, aufgrund der von den Gleichrichtern verursachten Oberwellen elektromagnetische Störungen in den Telefonleitungen und den Gleisstromkreisen zu verursachen, wurden zunächst nur fünf Lokomotiven dieser Baureihe bestellt. Der größere Teil der vierachsigen Lokomotiven wurde als BB 13000 mit klassischen Einphasen-Reihenschlussmotoren bestellt, obwohl deren Nachteile bei Speisung mit 50 Hz-Strom hinreichend bekannt waren.
Die positiven Erfahrungen, die man aus dem elektrischen Betrieb dieser Strecke machte, führten zu der Entscheidung, alle zukünftigen Bahnelektrifizierungen mit Ausnahme von Erweiterungen des bestehenden Gleichstromnetzes mit Wechselstrom durchzuführen. In der Folge erweiterte sich das Einsatzgebiet der Loks auf den gesamten Nordosten, mit dem Eintreffen der BB 16500 und vor allem der BB 16000 wurden sie jedoch in untergeordnete Dienste verdrängt.
Die letzten Maschinen dieser Reihe wurden im Januar 2000 ausgemustert, allerdings sind mehrere Exemplare erhalten geblieben.

## BB 12000 bei der CFL

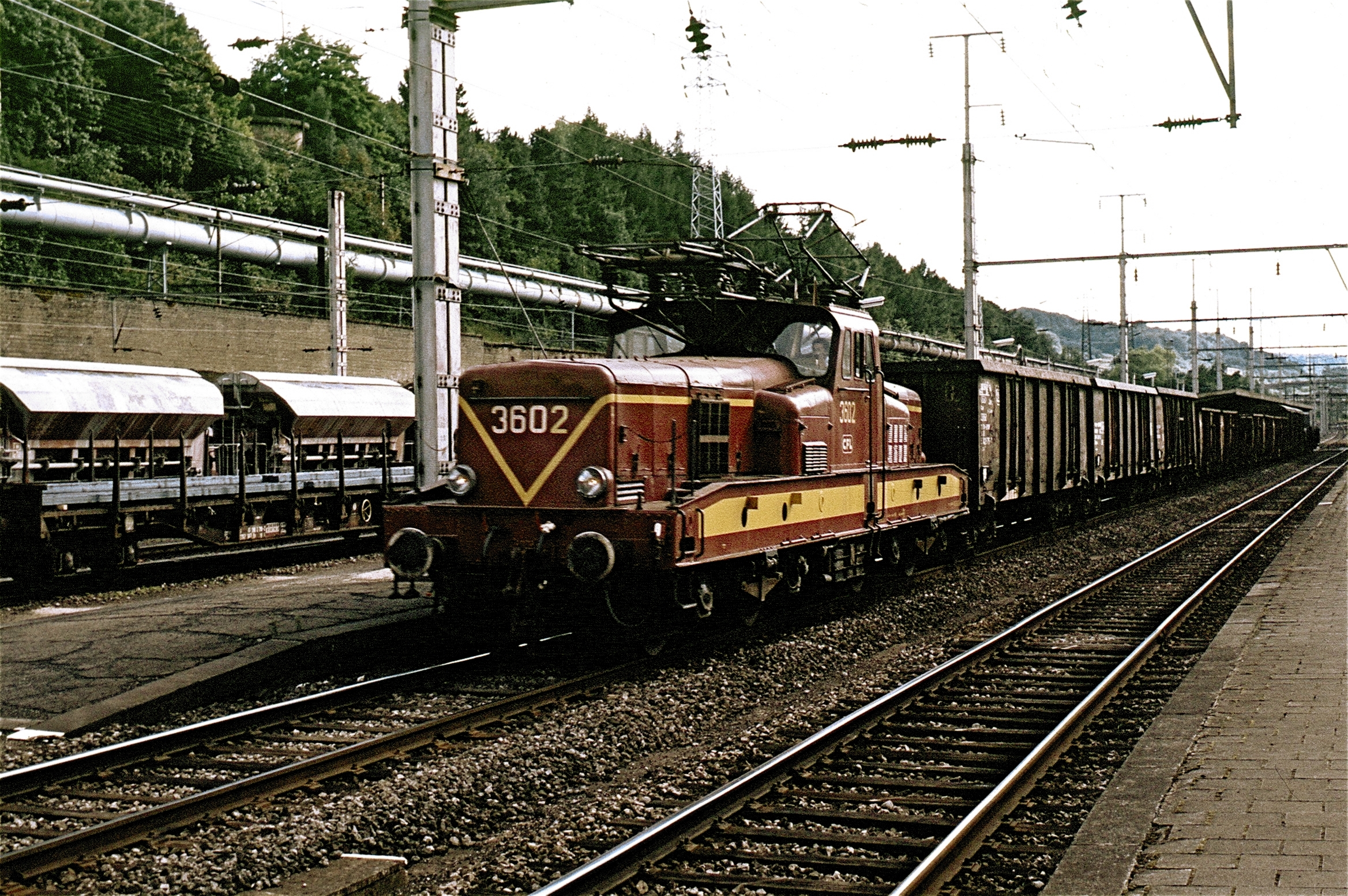
3602 in Esch-sur-Alzette (1988)

20 Maschinen wurden als Reihe 3600 nach Luxemburg an die CFL geliefert. Im März 2005 wurde die 3602 als letzte ihrer Reihe ausgemustert. Sie ist als Dauerleihgabe im Bahnpark Augsburg zu sehen. Die 3608 bleibt betriebsfähig in Luxemburg erhalten.

## Technik

### Mechanik

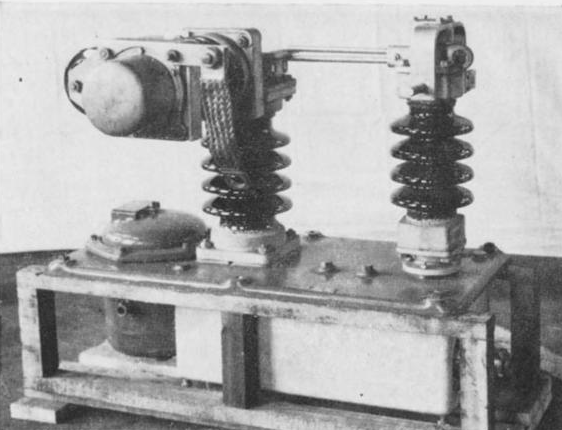
BBC Druckluft-Hauptschalter DBTF

Für alle Lokomotiven der ersten 25-kV-50-Hz-Elektrifizierung in Frankreich wurde die gleiche Konstruktion verwendet: Ein starrer Bodenrahmen trägt die elektrische Ausrüstung, die unter zwei langen, leicht zu den Pufferbohlen hin abfallenden Vorbauten untergebracht ist. Zwischen den Vorbauten befindet sich der Mittelführerstand, auf dessen Dach die beiden Scherenstromabnehmer und der DBTF-Drucklufthauptschalter von BBC angeordnet sind. Unter dem Führerstand, zwischen den Drehgestellen, befindet sich der Transformator.
Die Drehgestelle sind denen der SNCF BB 9003 und 9004 ähnlich. Der H-förmige Rahmen besteht aus einem zentralen Stahlgussstück mit angeschweißten Blechteilen, welche die Längsträger verlängern. Der Rahmen wird über Wickelfedern auf zwei Längsträgern abgestützt, welche die beiden als Gleitlager ausgeführten Achslager einer Seite verbinden. Die Längskräfte werden über zwei diagonale Zugstange auf den Drehgestellrahmen übertragen. Der Wagenkasten stützt sich über einen pendelnden Querträger auf das Drehgestell ab. Am Querträger sind Drehzapfen und Seitenstützen befestigt, die auf dem Drehgestellrahmen gleiten. Die Sekundärfederung ist mit Blattfedern ausgeführt. Die Längskräfte werden über Tiefzugstangen auf den Lokkasten übertragen. Im Drehgestell sind die beiden Fahrmotoren voll abgefedert gelagert. Sie treiben über einen Jacquemin-Antrieb die Radsätze an. Die Getriebe sind jeweils mit einem Zwischenrad ausgeführt.

### Elektrik
Die Gleichstrom-Reihenschlussmotoren wurden über Gleichrichter und einen Transformator mit Stufenschalter mit Energie versorgt. Alle Fahrmotoren waren parallelgeschaltet.  

## Übernamen

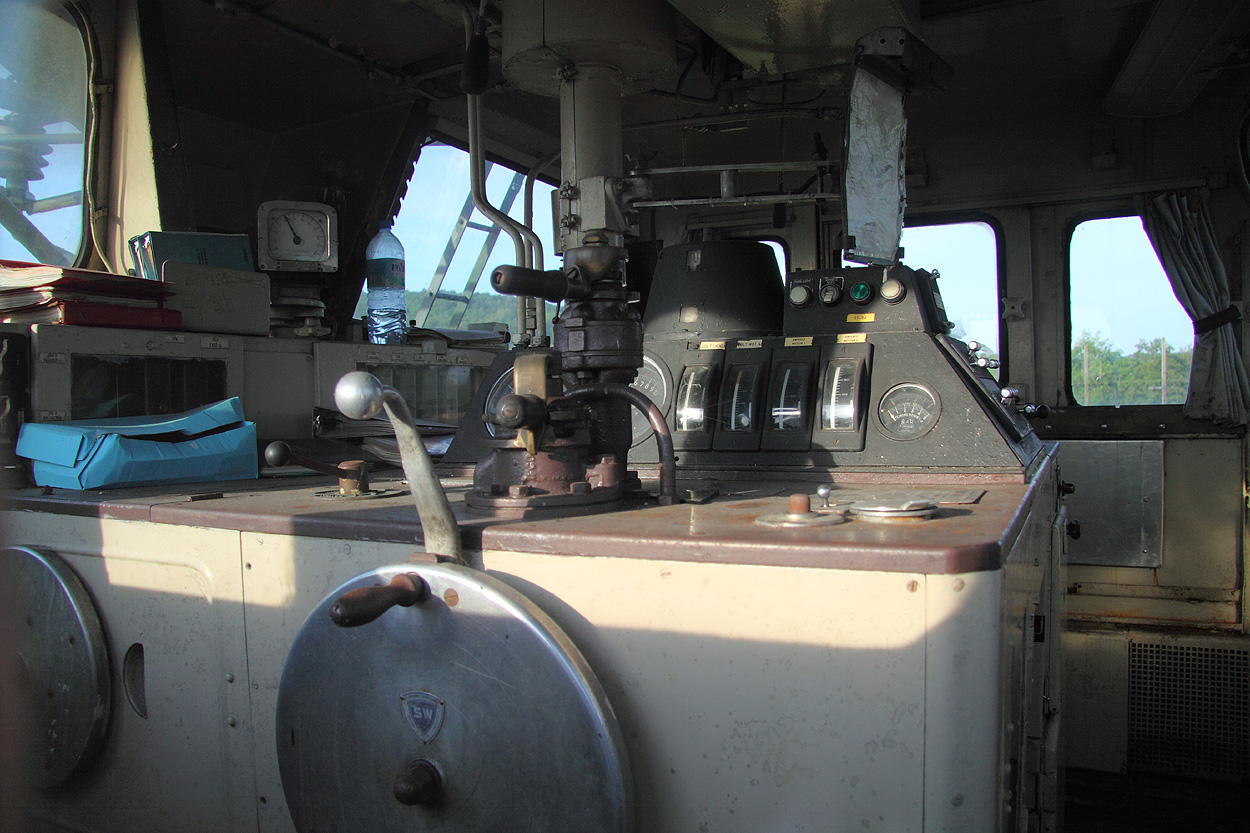
Führerstand der BB 12000. Vorne der scheibenförmige Fahrschalter, darüber Führerbremsventil und Ventil der direkten Bremse, dahinter Anzeigeinstrumente für Ströme und Spannungen, darüber der konische Aufbau der Stufenanzeige. Blickrichtung quer zur Fahrrichtung.

Die Lokomotiven trugen mehrere Übernamen. Der Spitzname Fers à repasser ‚Bügeleisen‘ ist am häufigsten anzutreffen. Er spielt auf die langen Vorbauten und das weit über die Stirnfronten des Mittelführerstandes herausragende Dach an, die zusammen der Lokomotive ein Profil ergeben, das an ein Bügeleisen erinnert. Weitere Übernamen waren Monocabine als Hinweis auf den einzigen Führerraum in der Mitte der Lok und coupe-jambon ‚Schinkenschneider‘ aufgrund des scheibenförmigen Fahrschalters, der an das Rundmesser einer Aufschnittschneidemaschine erinnerte. Außerhalb Frankreichs war auch der Begriff Französische Krokodile üblich, auch wenn die Lokomotiven nicht alle typischen Merkmale der Krokodil-Lokomotiven aufwies, weil die Lokomotive nur einen festen Rahmen hatte.